# Dan Zahle
 Der er for få eller ingen kildehenvisninger i denne artikel, hvilket er et problem. Du kan hjælpe ved at angive troværdige kilder til de påstande, som fremføres i artiklen.

Dan Zahle (født 14. november 1969) er en dansk skuespiller, kendt fra bl.a. Forbrydelsen 3 og spillefilmen Tid til forandring.
Zahle er uddannet fra Skuespillerskolen ved Aarhus Teater i 1995.
Han debuterede på Gladsaxe Teater i musicalen Cyrano i rollen som Christian. Dernæst vendte han tilbage til Aarhus Teater og spillede Brad i musicalen Rocky Horror Show. De efterfølgende seks sæsoner spillede han på Folketeatret hvor han lavede diverse musicals samt drama. Blandt andre Nøddebo Præstegård, Erasmus Montanus, Genboerne, Et juleeventyr og Skatteøen og Nattergalen. En enkelt afstikker til Gladsaxe Teater, hvor han var med i Trold kan tæmmes
Dernæst har han arbejdet som freelance på diverse teatre i København. Bl.a. i to sæsoner på Det Ny Teater (Lefou i Skønheden og Udyret, Carmen Ghia i The producers).
I 2012 dannede Dan Zahle teatret/produtionsselskabet UmDieEcke. UmDieEcke spillede deres første forestilling´Ufologens fald på Teater Får302 i 2012. Stykket var skrevet af Dan og han spillede selv rollen som ufologen Gert Molbec alene på scenen.

## Udvalgt filmografi
- Stjerner uden hjerner (1997) – Ricki
- Tid til forandring (2004) – Jens
- Fasandræberne (2014) – Frank Helmond
- Backgammon (2015)
- Swinger (2016) - Jan
- Nimis Skat (2017) - Pavia (Kortfilm)

### Tv-serier
- Maj & Charlie (2008) – Homo Steffen
- Forbrydelsen 3 (2011/2012) – Peter Schultz
- Den anden verden (2016) - Søren
- Friheden (2018) - WIlladsen